# Харлов, Вадим Борисович
Вадим Борисович Харлов (род. 27 сентября 1966, с. Толмачёво, Алапаевский район, Свердловская область) — российский политик, член Совета Федерации (2016—2021).

## Биография
Родился 27 сентября 1966 года в селе Толмачёво Алапаевского района Свердловской области.
В 1985 году начал карьеру машинистом автокрана на алапаевском заводе «Стройдормаш», в 1988 году приехал в Ульяновск по комсомольской путевке, работал водителем на авиационно-промышленном комплексе. В 1991 году занялся предпринимательством, в 1994 году основал многопрофильную компанию «Максима-Х».
В 2001 году окончил Ульяновский государственный университет по специальности «экономист».
Возглавлял Ульяновскую региональную организацию Федерации автоспорта, являлся депутатом Ульяновской Городской Думы третьего и четвертого созыва. Входил в состав Центрального совета партии «Справедливая Россия», являлся председателем регионального отделения партии в Ульяновской области.
В 2011 году избран по списку «Справедливой России» в Государственную думу шестого созыва.
6 октября 2016 года наделён полномочиями члена Совета Федерации — представителя исполнительного органа государственной власти Ульяновской области.
Указом губернатора Ульяновской области Алексея Русских от 4 октября 2021 года новым представителем исполнительного органа государственной власти региона в Совете Федерации с 5 октября 2021 года назначен заместитель председателя Законодательного собрания области Айрат Гибатдинов.

## Награды
- Медаль ордена «За заслуги перед Отечеством» II степени (20 июля 2020) — за большой вклад в развитие парламентаризма, активную законотворческую деятельность и многолетнюю добросовестную работу[5].